# شيكاغو فاير
نادي شيكاغو فاير لكرة القدم (بالإنجليزية: Chicago Fire Soccer Club)‏ وغالباً ما يعرف اختصاراً باسم الفاير هو نادي كرة قدم تأسس في 8 أكتوبر 1997 في إحدى ضواحي مدينة شيكاغو بريدجفيو في ولاية إلينوي في الولايات المتحدة الأمريكية. يلعب الفريق في ملعب سولدر فيلد.
سُمِّيَ النادي بهذا الاسم نسبة إلى حريق شيكاغو العظيم الذي حدث في سنة 1871. تم تأسيس النادي في اليوم الثامن من تشرين الأول (أكتوبر) من عام 1997 في ذكرى مرور 126 عاما على الحريق. في أول موسم كروي له حقق النادي بطولتي كأس الدوري الأمريكي وكأس بطولة أمريكا المفتوحة. بالإضافة إلى ذلك حقق النادي بطولة كأس أمريكا المفتوحة في الأعوام 2000 و 2003 و 2006.